# Carmen Cali
Pour les articles homonymes, voir Cali.
Carmen Cali, né le 4 novembre 1978 à Cleveland (Ohio), est un joueur américain de baseball évoluant en Ligue majeure de baseball avec les Minnesota Twins. Après la saison 2007, ce lanceur partant compte 40 matches pour une moyenne de points mérités de 6,55.